# Акоб Джугаеци
Акоб Джугаеци (на арменски: Հակոբ Ջուղայեցի) е средновековен арменски художник-минитюарист, най-виден представител на Джулфинската художествена школа. Роден е в края на 16. век в град Джулфа в долината на Аракс, умира в Исфахан.

## Биография
Биографичните данни за Акоб Джугаеци са твърде оскъдни и за живота му не се знае много. В съответствие със средновековната традиция художниците са посочвали върху своите произведения името си, името на клиента, датата и мястото на изработването на ръкописа и информация от историческо естество. От такива бележки (колофони) върху неговите манускрипти е известно, че е роден през 1570-те години и произхожда от град Джулфа, разположен на река Аракс. Известно е също, че през 1592 г. работи като миниатюрист във Ван.
Войната между Персия и Османска Турция води до разрушаването на неговия някога процъфтяващ и богат роден град. По заповед на персийския шах Абас I жителите на Джулфа се изселват в Исфахан. Арменците построяват там свой квартал и го наричат Нова Джулфа (Нор Джуга). В Нова Джулфа Акоб живее и работи до смъртта си, като понякога е канен за илюстриране на ръкописи в други центрове на арменската писменост.

## Творчество
Запазени са 8 книги с илюстрациите на Акоб, 6 от тях са Евангелия. Акоб взема участие и в украсяването на арменския преводен ръкопис на приписвания на Калистен роман „Александрия“. За най-високо постижение на художника се смятат миниатюрите на Евангелието от 1610 г. Те са 59 на брой, изработени са на цели страници и представляват необичайни илюстрации за църковните книги от този вид.
Творчеството на Акоб се отличава с качеството на рисунката, използването на ярки багри и своеобразен художествен език. Индивидуалността на миниатюриста се проявява в свободното отношение към средновековните канони и в светския подход към религиозната тема. В създадения от него художествен свят историческите събития често се представят като сцени от заобикалящия го живот, светиите са изобразени не с канонични ликове, а с приземени лица. Най-добрите образци на творчеството на Акоб пресъздават библейските сюжети по своеобразен начин, необичаен както за арменското, така и за източнохристиянското и западно изкуство.
Акоб Джугаеци е последният голям представител на арменската средновековна миниатюра, издигнал до нови висоти изкуството на книжната илюстрация. Произведенията му се смятат за предвестници на новия – светски – път на развитие на арменската живопис.